# 9206 Yanaikeizo
9206 Yanaikeizo è un asteroide della fascia principale. Scoperto nel 1994, presenta un'orbita caratterizzata da un semiasse maggiore pari a 2,4879773 UA e da un'eccentricità di 0,2162570, inclinata di 1,81589° rispetto all'eclittica.